# Чан Хинг Дао
Чан Хинг Дао (*Trần Hưng Đạo бл. 1228 — 30 серпня 1300) — військовик Дайв’ету часів вторгнення монгольських військ.

## Життєпис
Походив з династії Чан. Син князя Чан Лю, старшого брата імператора Чан Тхай Тонга. Народився близько 1228 року, отримавши ім’я Чан Куок Туан. Замолоду присвятив собі військовій справі. Водночас завдяки батькові здобув гарну освіту, оскільки Чан Лю сподівався, що Чан Хинг Дао зможе посісти трон Дайв’єту. В часи дитинства було повалено династію Лю, владу захопили династія Чан.
Брав участь у війні між Дайв’єтом і Чампой, якою правив тоді цар Джая Пармесвараварман II, що почалася через спірні прикордонні землі. В цій війні Чан Хинг Дао вперше звитяжив на чолі військового загону.
У 1257 році брав участь у численних боях з монголами, коли ті почали завоювання Дайв'єта. Хубілай відправив свого полководця темника Согату з численним, переважно кінним, військом у похід на південь від уже підкореного Китаю. Завойовникам вдалося зміцнитися в центральній частині Дайв'єта. У джунглях і горах почалася партизанська війна, одним з організаторів якої став Чан Хинг Дао. Водночас Согату вимушений був боротися з державою Тмпа на півдні Індокитаю. Втім зрештою Дайв'єт вимушений був визнати зверхність монгольської династії Юань.
Чан Хинг Дао виступав за відновлення незалежності держави, що отримало підтримку у нового правителя Чан Тхань Тонга, який зійшов на трон у 1266 році. За часів цього володаря Чан Хинг Дао зробив гарну військову кар'єру. У 1278 році посів трон Чан Нян Тонг, що намагався досягти миру з Хубілаєм.
У 1282 році Чан Нян Тонг відмовився пропустити через свою територію монгольське військо для війни з Тьямпой. Водночас у Дайв’єті почалася міжусобна збройна боротьба, коли монголи спробували посадити на престол свого ставленика Чан Ди Ая, стрийка Чан Нян Тона. Але той не мав підтримки знаті та війська Дайв’єту.
У 1283 році Чан Хинг Дао призначено головнокомандувачем війська Дайв’єту. У 1284 році проти нього з величезним військом рушив Туган, син Хубілая. У той час як Чан Нян Тонг готовий був підкоритися, Чан Хинг Дао, зібравши 15 тисяч воїнів, відмовився надати монголам право проходу через Дайв’єт і забезпечити їх харчами. Туган, однак, зміг розгромити армію Чан Хинг Дао і взяв столицю державу Тханглонг в червні 1285 року.
Чан Хинг Дао вирішив зберегти в’єтнамську регулярну армію для вирішальних битв, укривши її в горах. Правлячий двір і державну скарбницю завчасно переправили в гори. Монголи зустрічали на своєму шляху знелюднілу, випалену землю. Їх розрізнені залоги на Дайв’єті насилу підтримували зв’язок один з одним. Спорядження і припаси з великими труднощами доставлялися з сусіднього Китаю. Чан Хинг Дао організував ефективну партизанську війну.
Коли монголи вирішили евакуюватися з нескореної країни на суднах, їм довелося зіткнутися з військом Чан Хинг Дао, яке покинуло свої бази в горах. Чан Хинг Дао знову завдав ворогові кілька поразок, звільнив Тханглонг. У 1286 році завойовники були повністю вигнані з Дайв’єту на китайську територію. Особливо серйозних поразок монголи зазнали в дельті Червоної річки —— у битві при Тейкете від в’єтнамців на чолі із Чан Хуан Хая, а потім в передгір’ях на північ від Червоної річки Чан Хинг Дао переміг монгольського темника Согету. При цьому в’єтнамські воїни захопили тисячі полонених, а Согету загинув.
У 1287 році проти Дайв'єту знову виступ Туган. У відповідь Чан Хинг Дао вивів все населення з заселених областей, так що монголам нічого було завойовувати. 9 квітня 1288 року він провів блискучу операцію проти монгольського флоту в гирлі річки Батьданг. В’єтнамські війська встановили в гирлі річки кілки з гострими залізними наконечниками, увіткнені в дно і непомітні в приплив. Потім вони, використовуючи невелику флотилію, заманили монгольський флот у гирло річки. Під час відпливу рівень води зменшився, і монгольські кораблі були знищені кілками. Після цього монгольське військо було змушене відступити в Китай. 1289 року династія Юань уклала мирний договір з Дайв'єтом.
У 1300 році після тривалої хвороби помер.

## Творчість
Був автором праць з військового мистецтва, з яких більш відома «Просте повчання з військової справи», в якому викладені три основних принципи ведення війни: опора на народ, ведення ним партизанської війни, що ослаблює противника і завдання йому вирішального удару силами попередньо збереженої регулярної армії. Крім того, в доробку є «Бойові мистецтва» та Звернення до командирів і солдатів.
Також був автором численних віршів.